# Vanya Kewley
Vanya Kewley född den 8 november 1937 död den 17 juli 2012 var en brittisk sjuksköterska och journalist mest känd för sin uppmärksamma rapport från Tibet där hon dokumenterat resultat av den kinesiska ockupationen av Tibet. Hon har även arbetat för UNHCR i Rwanda och Röda korset i Bosnien, 

## Publikationer
- Dokumentärfilm Tibet: A Case to Answer som spelades in under sex veckor i Tibet när Vanya Kewley smugglades in i landet, istället för att ta den officiella kinesiska rundturen, och under fara intervjuade 160 personer - munkar, nunnor, och politiska fångar som riskerade nya bestraffningar genom att tala med henne. Filmen ger förstahandsuppgifter om hungersnöd, tortyr, påtvingade aborter och skövling av Tibets naturtillgångar. Filmen är produccerad av Vanya Kewley för BBC, 1988 och har visats i SVT.
- Bok Tibet: Behind the Ice Curtain, som bygger på intervjuer från samma resa som i filmen ovan, Grafton Books Paperback, 1990
- Dokumentärfilm Collision Course om situationen på Filippinerna vid slutet av Ferdinand Marcos era och åtal mot den katolska kyrkan för kamp för de mänskliga rättigheterna, 1976

## Källhänvisningar
1. ↑  Anthony Grey (3 augusti 2012). ”Vanya Kewley obituary”. thegurdian. https://www.theguardian.com/film/2012/aug/03/vanya-kewley-obituary. Läst 6 september 2016.